# Єррі Міна
Є́ррі Ферна́ндо Мі́на Гонса́лес (ісп. Yerry Fernando Mina González; нар. 23 вересня 1994) — колумбійський футболіст, центральний захисник італійського клубу «Кальярі» і національної збірної Колумбії.

## Клубна кар'єра
У дорослому футболі дебютував 2013 року виступами за команду клубу «Депортіво Пасто», в якій того року взяв участь у 14 матчах чемпіонату. 
Своєю грою за цю команду привернув увагу представників тренерського штабу клубу «Санта-Фе», до складу якого приєднався 2014 року. Відіграв за команду з Боготи наступні два сезони своєї ігрової кар'єри. Більшість часу, проведеного у складі «Санта-Фе», був основним гравцем захисту команди. У своєму дебютному сезоні в новій команді став у її складі чемпіоном Колумбії, а наступного року — володарем Суперкубка Колумбії та Південноамериканського кубка.
У травні 2016 року перейшов до бразильського «Палмейраса». У своєму першому сезоні у команді з Сан-Паулу допоміг їй після 22-річної перерви стати чемпіоном Бразилії.
На початку 2018 року новим клубом габаритного колумбійського захисника стала іспанська «Барселона», яка викупила його трансфер за 11,8 мільйонів євро і уклала з ним контракт на п'ять з половиною сезонів. Провів протягом своєї першої половини сезону в Іспанії п'ять ігор у чемпіонаті, здобувши за його результатами титул чемпіона Іспанії. 
8 серпня 2018 року Міну підписав контракт з клубом «Евертон» на суму 30 мільйонів фунтів.
Вперше на поле вийшов в матчі против «Брайтона», який «іриски» виграли з рахунком 3–1. Вийшов Єррі на останній хвилині матчу замість Гільві Сігюрдссона.
Перший гол за клуб колумбійский захисник забив проти «Бернлі» в якому «Евертон» здобув перемогу з рахунком 5–1.
4 серпня 2023 року на правах вільного агента перейшов до італійської «Фіорентіни».
1 лютого 2024 року підписав контракт з клубом «Кальярі», 30 червня сторони продовжили угоду до кінця сезону 2024–25.

## Виступи за збірну
2016 року був запрошений до національної збірної Колумбії. Дебютував у її складі, вийшовши на заміну наприкінці однієї з ігор  групового етапу тогорічного Кубка Америки, на якому колумбійська команда здобула бронзові нагороди. А вже з осені того ж року став одним з основних центральних захисників національної команди.
Поїхав у складі збірної на чемпіонат світу 2018 року, де колумбійці дійшли до стадії 1/8 фіналу. Міна став найкращим бомбардиром команди на турнірі — маючи високий зріст і добре граючи головою, центральний захисник регулярно приходив до карного майданчика суперників при розіграшах кутових, і тричі його удари досягали мети. Забив по одному голу в усіх трьох матчах, в яких брав участь. Дебютував на турнір у другій грі групового етапу проти збірної Польщі, в якій наприкінці першого тайму відкрив рахунок гри, яка завершилася впевненою перемогою колумбійців. У вирішальній третій грі групового етапу його гол став єдиним у протистоянні із сенегальцями, фактично вивівши південноамериканців до стадії плей-оф. Там на стадії 1/8 фіналу їм протистояла збірна Англії, якій вдалося відкрити рахунок і утримувати його до останніх доданих до основного часу хвилин, коли Міна провів гол у відповідь, забивши свій третій на турнірі гол головою після подачі кутового. Утім, як з'ясувалося, цей гол лише відтермінував поразку його команди, яка поступилася 3:4 у серії післяматчевих пенальті і завершила виступи на мундіалі.

## Статистика виступів

### Статистика клубних виступів
Станом на 19 квітня 2024 року
| Сезон                 | Команда               | Чемпіонат             | Чемпіонат | Чемпіонат | Національний кубок | Національний кубок | Національний кубок | Континентальні кубки | Континентальні кубки | Континентальні кубки | Інші змагання | Інші змагання | Інші змагання | Усього | Усього |
| Сезон                 | Команда               | Ліга                  | Ігор      | Голів     | Ліга               | Ігор               | Голів              | Ліга                 | Ігор                 | Голів                | Ліга          | Ігор          | Голів         | Ігор   | Голів  |
| --------------------- | --------------------- | --------------------- | --------- | --------- | ------------------ | ------------------ | ------------------ | -------------------- | -------------------- | -------------------- | ------------- | ------------- | ------------- | ------ | ------ |
| 2013                  | «Депортіво Пасто»     | A                     | 14        | 1         | КК                 | 8                  | 0                  | ПК                   | 2                    | 0                    | -             | -             | -             | 24     | 1      |
| 2014                  | «Санта-Фе»            | A                     | 34        | 3         | КК                 | 16                 | 0                  | КЛ                   | 2                    | 0                    | -             | -             | -             | 52     | 3      |
| 2015                  | «Санта-Фе»            | A                     | 23        | 2         | КК                 | 8                  | 0                  | КЛ+ПК                | 10+11                | 1+0                  | СЛ            | 2             | 1             | 54     | 4      |
| 2016                  | «Санта-Фе»            | A                     | 10        | 2         | КК                 | 0                  | 0                  | КЛ                   | 8                    | 3                    | -             | -             | -             | 18     | 5      |
| Усього за «Санта-Фе»  | Усього за «Санта-Фе»  | Усього за «Санта-Фе»  | 67        | 7         |                    | 24                 | 0                  |                      | 31                   | 4                    |               | 2             | 1             | 124    | 12     |
| трав.-груд. 2016      | «Палмейрас»           | A                     | 13        | 4         | КБ                 | 2                  | 0                  | -                    | -                    | -                    | -             | -             | -             | 15     | 4      |
| 2017                  | «Палмейрас»           | ЛП+A                  | 8+15      | 0+2       | КБ                 | 4                  | 0                  | КЛ                   | 7                    | 3                    | -             | -             | -             | 34     | 5      |
| Усього за «Палмейрас» | Усього за «Палмейрас» | Усього за «Палмейрас» | 36        | 6         |                    | 6                  | 0                  |                      | 7                    | 3                    |               | -             | -             | 49     | 9      |
| січ.-черв. 2018       | «Барселона»           | ПД                    | 5         | 0         | КІ                 | 1                  | 0                  | ЛЧ                   | 0                    | 0                    |               | -             | -             | 6      | 0      |
| 2018–19               | «Евертон»             | ПЛ                    | 13        | 1         | КА+КЛ              | 2+0                | 0+0                | -                    | -                    | -                    | -             | -             | -             | 15     | 1      |
| 2019–20               | «Евертон»             | ПЛ                    | 29        | 2         | КА+КЛ              | 1+3                | 0+0                | -                    | -                    | -                    | -             | -             | -             | 33     | 2      |
| 2020–21               | «Евертон»             | ПЛ                    | 24        | 2         | КА+КЛ              | 4+1                | 1+0                | -                    | -                    | -                    | -             | -             | -             | 29     | 3      |
| 2021–22               | «Евертон»             | ПЛ                    | 13        | 0         | КА+КЛ              | 1+0                | 1+0                | -                    | -                    | -                    | -             | -             | -             | 14     | 1      |
| 2022–23               | «Евертон»             | ПЛ                    | 7         | 2         | КА+КЛ              | 0+1                | 0+0                | -                    | -                    | -                    | -             | -             | -             | 8      | 2      |
| Усього за «Евертон»   | Усього за «Евертон»   | Усього за «Евертон»   | 86        | 7         |                    | 13                 | 2                  |                      | -                    | -                    |               | -             | -             | 99     | 9      |
| 2023–24               | «Фіорентина»          | A                     | 4         | 0         | КІ                 | 2                  | 0                  | ЛК                   | 1                    | 0                    | -             | -             | -             | 7      | 0      |
| 2023–24               | «Кальярі»             | A                     | 14        | 2         | КІ                 | -                  | -                  | ЛК                   | -                    | -                    | -             | -             | -             | 14     | 2      |
| Усього за кар'єру     | Усього за кар'єру     | Усього за кар'єру     | 217       | 21        |                    | 54                 | 2                  |                      | 41                   | 7                    |               | 2             | 1             | 316    | 32     |

### Статистика виступів за збірну
Станом на 6 вересня 2024 року
| Дата       | Місто          | Господарі      | Результат          | Гості      | Турнір                                 | Голи | Примітки |
| ---------- | -------------- | -------------- | ------------------ | ---------- | -------------------------------------- | ---- | -------- |
| 7-6-2016   | Пасадена       | Колумбія       | 2 – 1              | Парагвай   | Копа Америка 2016 - 1-й етап           | -    | 90'      |
| 11-6-2016  | Х'юстон        | Колумбія       | 2 – 3              | Коста-Рика | Копа Америка 2016                      | -    |          |
| 6-10-2016  | Асунсьйон      | Парагвай       | 0 – 1              | Колумбія   | Відбір до ЧС 2018                      | -    |          |
| 11-10-2016 | Барранкілья    | Колумбія       | 2 – 2              | Уругвай    | Відбір до ЧС 2018                      | 1    |          |
| 10-11-2016 | Барранкілья    | Колумбія       | 0 – 0              | Чилі       | Відбір до ЧС 2018                      | -    | 82'      |
| 23-3-2017  | Барранкілья    | Колумбія       | 1 – 0              | Болівія    | Відбір до ЧС 2018                      | -    |          |
| 28-3-2017  | Кіто           | Еквадор        | 0 – 2              | Колумбія   | Відбір до ЧС 2018                      | -    |          |
| 13-6-2017  | Хетафе         | Камерун        | 0 – 4              | Колумбія   | товариський матч                       | 2    |          |
| 14-11-2017 | Чунцін         | КНР            | 0 – 4              | Колумбія   | товариський матч                       | -    | кап.     |
| 23-3-2018  | Сен-Дені       | Франція        | 2 – 3              | Колумбія   | товариський матч                       | -    | 33'      |
| 27-3-2018  | Лондон         | Колумбія       | 0 – 0              | Австралія  | товариський матч                       | -    | 53'      |
| 1-6-2018   | Бергамо        | Єгипет         | 0 – 0              | Колумбія   | товариський матч                       | -    | 46'      |
| 24-6-2018  | Казань         | Польща         | 0 – 3              | Колумбія   | ЧС 2018 - 1-й етап                     | 1    |          |
| 28-6-2018  | Самара         | Сенегал        | 0 – 1              | Колумбія   | ЧС 2018 - 1-й етап                     | 1    |          |
| 3-7-2018   | Москва         | Колумбія       | 1 – 1 (3 – 4 п.п.) | Англія     | ЧС 2018 - 1/8 фіналу                   | 1    |          |
| 22-3-2019  | Нашвілл        | Японія         | 0 – 1              | Колумбія   | товариський матч                       | -    |          |
| 26-3-2019  | Сеул           | Південна Корея | 2 – 1              | Колумбія   | товариський матч                       | -    | 42'      |
| 9-6-2019   | Ліма           | Перу           | 0 – 3              | Колумбія   | товариський матч                       | -    |          |
| 15-6-2019  | Салвадор       | Аргентина      | 0 – 2              | Колумбія   | Копа Америка 2019 - 1-й етап           | -    |          |
| 19-6-2019  | Сан-Паулу      | Колумбія       | 1 – 0              | Катар      | Копа Америка 2019 - 1-й етап           | -    |          |
| 29-6-2016  | Сан-Паулу      | Колумбія       | 0 – 0 (4 – 5 п.п.) | Чилі       | Копа Америка 2019 - чвертьфінал        | -    |          |
| 7-9-2019   | Маямі-Гарденс  | Бразилія       | 2 – 2              | Колумбія   | товариський матч                       | -    |          |
| 12-10-2019 | Аліканте       | Колумбія       | 0 – 0              | Чилі       | товариський матч                       | -    |          |
| 16-11-2019 | Маямі-Гарденс  | Колумбія       | 1 – 0              | Перу       | товариський матч                       | -    | 71'      |
| 9-10-2020  | Барранкілья    | Колумбія       | 3 – 0              | Венесуела  | Відбір до ЧС 2022                      | -    |          |
| 13-11-2020 | Барранкілья    | Колумбія       | 0 – 3              | Уругвай    | Відбір до ЧС 2022                      | -    | 20', 90' |
| 4-6-2021   | Ліма           | Перу           | 0 – 3              | Колумбія   | Відбір до ЧС 2022                      | 1    |          |
| 8-6-2021   | Барранкілья    | Колумбія       | 2 – 2              | Аргентина  | Відбір до ЧС 2022                      | -    | 55'      |
| 13-6-2021  | Куяба          | Колумбія       | 1 – 0              | Еквадор    | Копа Америка 2021 - 1-й етап           | -    |          |
| 17-6-2021  | Гоянія         | Колумбія       | 0 – 0              | Венесуела  | Копа Америка 2021 - 1-й етап           | -    |          |
| 20-6-2021  | Гоянія         | Колумбія       | 1 – 2              | Перу       | Копа Америка 2021 - 1-й етап           | -    |          |
| 23-6-2021  | Ріо-де-Жанейро | Бразилія       | 2 – 1              | Колумбія   | Копа Америка 2021 - 1-й етап           | -    | 87'      |
| 3-7-2021   | Бразиліа       | Уругвай        | 0 – 0 (2 – 4 п.п.) | Колумбія   | Копа Америка 2021 - чвертьфінал        | -    |          |
| 6-7-2021   | Бразиліа       | Аргентина      | 1 – 1 (3 – 2 п.п.) | Колумбія   | Копа Америка 2021 - півфінал           | -    |          |
| 9-7-2021   | Бразиліа       | Колумбія       | 3 – 2              | Перу       | Копа Америка 2021 - матч за 3-тє місце | -    |          |
| 7-10-2021  | Монтевідео     | Уругвай        | 0 – 0              | Колумбія   | Відбір до ЧС 2022                      | -    |          |
| 10-10-2021 | Барранкілья    | Колумбія       | 0 – 0              | Бразилія   | Відбір до ЧС 2022                      | -    |          |
| 14-10-2021 | Барранкілья    | Колумбія       | 0 – 0              | Еквадор    | Відбір до ЧС 2022                      | -    |          |
| 28-1-2022  | Барранкілья    | Колумбія       | 0 – 1              | Перу       | Відбір до ЧС 2022                      | -    | 17'      |
| 20-6-2023  | Гельзенкірхен  | Німеччина      | 0 – 2              | Колумбія   | товариський матч                       | -    |          |
| 7-9-2023   | Барранкілья    | Колумбія       | 1 – 0              | Венесуела  | Відбір до ЧС 2026                      | -    |          |
| 12-9-2023  | Сантьяго       | Чилі           | 0 – 0              | Колумбія   | Відбір до ЧС 2026                      | -    | 23'      |
| 21-11-2023 | Асунсьйон      | Парагвай       | 0 – 1              | Колумбія   | Відбір до ЧС 2026                      | -    | 45+1'    |
| 15-6-2024  | Іст-Гартфорд   | Колумбія       | 3 – 0              | Болівія    | товариський матч                       | -    |          |
| 25-6-2024  | Х'юстон        | Колумбія       | 2 – 1              | Парагвай   | Копа Америка 2024 - груповий етап      | -    | 26'      |
| 10-7-2024  | Шарлотт        | Уругвай        | 0 – 1              | Колумбія   | Копа Америка 2024 - півфінал           | -    | 75'      |
| 6-9-2024   | Ліма           | Перу           | 1 – 1              | Колумбія   | Відбір до ЧС 2026                      | -    | 46' 89'  |
| 15-11-2024 | Монтевідео     | Уругвай        | 3 – 2              | Колумбія   | Відбір до ЧС 2026                      | -    | 90+5'    |
| Усього     |                | Матчів         | 48                 |            | Голів                                  | 7    |          |

## Титули і досягнення

### Клубні
- Чемпіон Колумбії (1):

«Санта-Фе»: 2014
- Володар Суперкубку Колумбії (1):

«Санта-Фе»: 2015
- Володар Південноамериканського кубку (1):

«Санта-Фе»: 2015
- Чемпіон Бразилії (1):

«Палмейрас»: 2016
- Чемпіон Іспанії (1):

«Барселона»: 2017-18
- Володар Кубка Іспанії (1):

«Барселона»: 2017-18
- Бронзовий призер Кубка Америки: 2016, 2021